# 1090年
| 千纪： | 2千纪 |
| 世纪： | 10世纪 \| 11世纪 \| 12世纪                                                                                 |
| 年代： | 1060年代 \| 1070年代 \| 1080年代 \| 1090年代 \| 1100年代 \| 1110年代 \| 1120年代                           |
| 年份： | 1085年 \| 1086年 \| 1087年 \| 1088年 \| 1089年 \| 1090年 \| 1091年 \| 1092年 \| 1093年 \| 1094年 \| 1095年 |
| 纪年： | 庚午年（马年）；辽大安六年；北宋元祐五年；西夏天祐民安元年；大理建安八年；越南廣祐六年；日本寬治四年       |

## 大事记
- 哈桑·沙巴奪取波斯中西部加茲溫附近的阿剌模忒堡，並以之為據點並成立歷史上第一個獨立暗殺王國阿刺模忒堡謝赫朝，即阿薩辛派。

## 出生
- 秦桧，宋朝大臣（1155年去世，65岁）
- 王彥，宋朝抗金将领（1139年去世，49岁）。
- 陈与义，宋朝大臣，江西诗派的“ 三宗” 之一（1138年逝世，48岁）。